# Cupressus cashmeriana
Cupressus cashmeriana, el ciprés de Bután, es un árbol de la familia Cupressaceae nativo del este del Himalaya (Bután y zonas adyacentes) que crece en alturas de 1500 a 2800 metros.
Se considera una especie amenazada, figurando en la lista roja de la UICN.

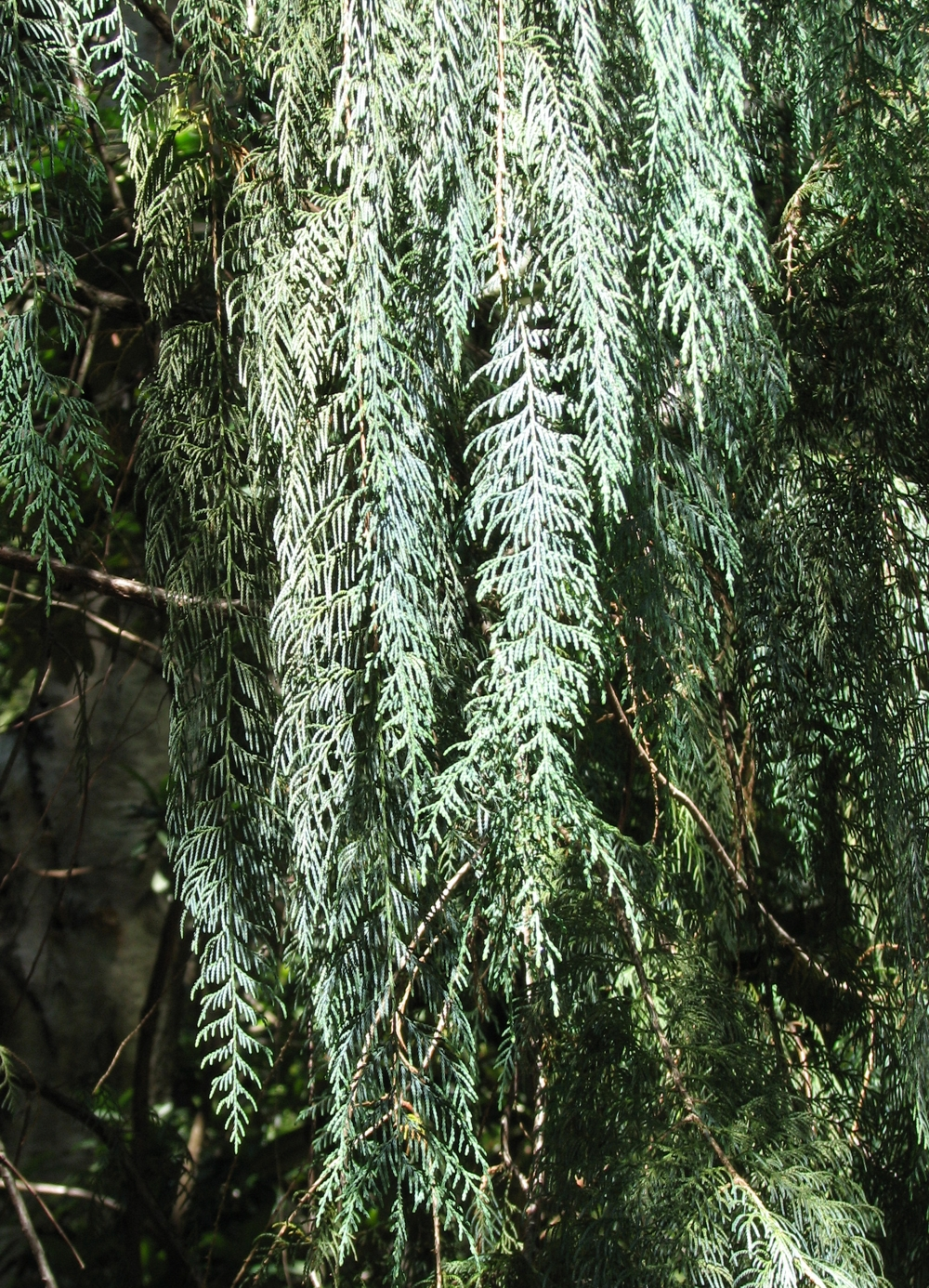
Cupressus cashmeriana.

## Descripción
Su descubrimiento en estado salvaje fue en Cachemira por William Griffith en 1848, que erróneamente lo llamó Cupressus pendula. Más tarde el botánico británico John Forbes Royle lo llamó Cupressus cashmeriana o Ciprés de Cachemira, que es el nombre popularmente conocido. Pese a esto, el nombre verdadero de este árbol es el de Cupressus tortulosa. Lamentablemente por su misma distribución parecido aspecto y nombre la confusión es inevitable con la especie Cupressus torulosa (conocido como Ciprés de Himalaya).
Es una conífera de gran tamaño, 20-45 metros de altura, que raramente los supera y con un tronco de 3 metros de diámetro.
El ciprés de Cachemira es el árbol nacional de Bután y está asociado a ceremonias religiosas, encontrándose en monasterios y templos budistas.
También se utiliza como planta ornamental por la belleza de su follaje color azul verdoso brillante.

## Taxonomía
Cupressus cashmeriana fue descrita por Royle ex Carr. y publicado en Traité général des conifères 161. 1867.
Etimología
Cupressus es el nombre latino del ciprés que de acuerdo con algunos autores proviene de "Cyprus" (Chipre), de donde es nativo y crece silvestre. 
cahmeriana: epíteto geográfico que alude a su localización en Cachemira.
Sinonimia
- Cupressus assamica Silba
- Cupressus cashmeriana subsp. himalaica (Silba) Silba
- Cupressus darjeelingensis (Silba) Silba
- Cupressus himalaica Silba
- Cupressus himalaica var. darjeelingensis Silba
- Cupressus pendula Griff.
- Cupressus pseudohimalaica Silba
- Cupressus tortulosa Griff.
- Cupressus tortulosa subsp. himalaica (Silba) Silba
- Cupressus torulosa var. cashmeriana (Royle ex Carrière) A.H.Kent